# وو چنگینگ
وو چنگینگ (انگلیسی: Wu Chengying؛ زادهٔ ۲۱ آوریل ۱۹۷۵) یک بازیکن فوتبال اهل جمهوری خلق چین است.